# Växjö och Eksjö valkrets
Växjö och Eksjö valkrets var en egen valkrets med ett mandat vid riksdagsvalet till andra kammaren 1908. Valkretsen omfattade städerna Växjö och Eksjö men inte den omgivande landsbygden. Vid övergången till proportionellt valsystem inför valet 1911 avskaffades valkretsen och Växjö fördes till Kronobergs läns östra valkrets, medan Eksjö gick till Jönköpings läns östra valkrets.

## Riksdagsman
- Alfred Fornander (1909–1911)

## Valresultat

### 1908
| Andrakammarvalet i Sverige 1908: Växjö och Eksjö valkrets | Andrakammarvalet i Sverige 1908: Växjö och Eksjö valkrets | Andrakammarvalet i Sverige 1908: Växjö och Eksjö valkrets | Andrakammarvalet i Sverige 1908: Växjö och Eksjö valkrets | Andrakammarvalet i Sverige 1908: Växjö och Eksjö valkrets |
| Kandidat                                                  | Kandidat                                                  | Röster                                                    | Röster                                                    | Röster                                                    |
| Kandidat                                                  | Kandidat                                                  | Antal                                                     | %                                                         | +− %                                                      |
| --------------------------------------------------------- | --------------------------------------------------------- | --------------------------------------------------------- | --------------------------------------------------------- | --------------------------------------------------------- |
|                                                           | Alfred Fornander (höger)                                  | 558                                                       | 55,2                                                      |                                                           |
|                                                           | Ernst Agnér (liberal)                                     | 452                                                       | 44,8                                                      |                                                           |
| Antal giltiga röster                                      | Antal giltiga röster                                      | 1 010                                                     |                                                           |                                                           |
| Kasserade röster                                          | Kasserade röster                                          | 1                                                         |                                                           |                                                           |
| Totalt                                                    | Totalt                                                    | 1 011                                                     |                                                           |                                                           |

| Resultat per stad | Resultat per stad | Resultat per stad | Resultat per stad |
| Stad              | Fornander         | Agnér             | Totalt            |
| ----------------- | ----------------- | ----------------- | ----------------- |
| Växjö             | 357               | 246               | 603               |
| Eksjö             | 201               | 206               | 407               |
| Hela valkretsen   | 558               | 452               | 1 010             |

Valet hölls den 8 september 1908. Valkretsen hade 12 960 invånare den 31 december 1907, varav 1 381 eller 10,7 % var valberättigade. 1 011 personer deltog i valet, ett valdeltagande på 73,2 %.